# Ron Larrieu
Gilbert Ronald Larrieu (23 de mayo de 1937 - 1 de junio de 2020), conocido como Ron Larrieu, fue un corredor de larga distancia estadounidense. Compitió en los 10.000 metros masculinos en los Juegos Olímpicos de Verano de 1964. Era el hermano mayor de la cinco veces olímpica estadounidense Francie Larrieu Smith.
Ron corrió para Palo Alto High School y ganó el Encuentro Estatal CIF de California de 1956 de la milla en 4:20.1. Logró el puesto número 3 en el país ese año. A principios de temporada rompió el récord de 2 millas de la escuela secundaria que se había mantenido durante 31 años. Colegiadamente se postuló para Cal Poly Pomona.
Fue dos veces campeón nacional de cross country, en 1965 y 1966.